# Orthotrichum vladikavkanum
Orthotrichum vladikavkanum är en bladmossart som beskrevs av Venturi in Husnot 1887. Orthotrichum vladikavkanum ingår i släktet hättemossor, och familjen Orthotrichaceae. Inga underarter finns listade i Catalogue of Life.